# ヒドロキシ酸オキソ酸トランスヒドロゲナーゼ
ヒドロキシ酸オキソ酸トランスヒドロゲナーゼ（hydroxyacid-oxoacid transhydrogenase）は、次の化学反応を触媒する酸化還元酵素である。
(S)-3-ヒドロキシ酪酸 + 2-オキソグルタル酸 {\displaystyle \rightleftharpoons } アセト酢酸 + (R)-2-ヒドロキシグルタル酸
反応式の通り、この酵素の基質は(S)-3-ヒドロキシ酪酸と2-オキソグルタル酸、生成物はアセト酢酸と(R)-2-ヒドロキシグルタル酸である。
組織名は(S)-3-hydroxybutanoate:2-oxoglutarate oxidoreductaseで、別名にtranshydrogenase, hydroxy acid-oxo acidがある。